# Comuna Mânăstirea, Călărași
Mânăstirea este o comună în județul Călărași, Muntenia, România, formată din satele Coconi, Mânăstirea (reședința) și Sultana.

## Așezare
Comuna se află în sudul județului, pe malul Dunării (la granița cu regiunea Silistra din Bulgaria). Așezările locuite se află malul vestic al lacului Mostiștea. Este traversată de șoseaua națională DN31, care leagă Călărașiul de Oltenița; la Mânăstirea, din această șosea se ramifică două drumuri județene. DJ303 duce spre nord la Frăsinet, Valea Argovei, Gurbănești, Sărulești și Tămădău Mare (unde se termină în DN3). DJ403 duce spre vest la Luica, Șoldanu (unde se intersectează cu DN4) și Radovanu.

## Demografie
Componența etnică a comunei Mânăstirea
     Români (78,22%)
     Romi (17,05%)
     Alte etnii (0,04%)
     Necunoscută (4,69%)
Componența confesională a comunei Mânăstirea
     Ortodocși (92,37%)
     Penticostali (2,32%)
     Alte religii (0,47%)
     Necunoscută (4,85%)
Conform recensământului efectuat în 2021, populația comunei Mânăstirea se ridică la 5.137 de locuitori, în scădere față de recensământul anterior din 2011, când fuseseră înregistrați 5.612 locuitori. Majoritatea locuitorilor sunt români (78,22%), cu o minoritate de romi (17,05%), iar pentru 4,69% nu se cunoaște apartenența etnică. Din punct de vedere confesional, majoritatea locuitorilor sunt ortodocși (92,37%), cu o minoritate de penticostali (2,32%), iar pentru 4,85% nu se cunoaște apartenența confesională.

## Politică și administrație
Comuna Mânăstirea este administrată de un primar și un consiliu local compus din 13 consilieri. Primarul, Marian-Mugurel Iancu[*], de la Partidul Social Democrat, este în funcție din 2012. Începând cu alegerile locale din 2024, consiliul local are următoarea componență pe partide politice:
|  | Partid                          | Consilieri | Componența Consiliului | Componența Consiliului | Componența Consiliului | Componența Consiliului | Componența Consiliului | Componența Consiliului | Componența Consiliului | Componența Consiliului | Componența Consiliului | Componența Consiliului | Componența Consiliului | Componența Consiliului |
|  | ------------------------------- | ---------- | ---------------------- | ---------------------- | ---------------------- | ---------------------- | ---------------------- | ---------------------- | ---------------------- | ---------------------- | ---------------------- | ---------------------- | ---------------------- | ---------------------- |
|  | Partidul Social Democrat        | 12         |                        |                        |                        |                        |                        |                        |                        |                        |                        |                        |                        |                        |
|  | Alianța pentru Unirea Românilor | 1          |                        |                        |                        |                        |                        |                        |                        |                        |                        |                        |                        |                        |

## Istorie
Prima mențiune documentară și singura despre satul Cornățel — actualmente Mânăstirea — este un document din 1 iunie 1526 al lui Radu de la Afumați, document în care Cornățelul era denumit "sat boieresc". Într-un document datând din 5 mai 1538 este regăsit ca “târg”. La 23 decembrie 1575, Alexandru Voevod, numește într-un manuscris Cornățelul “orașul domniei mele”, oraș boieresc. 
În patru decenii Cornățelul a evoluat de la târg la oraș. Acest lucru s-a datorat așezării sale într-o zonă agricolă cu un pămant foarte bun – la marginea Câmpiei Muntene, spre Lunca Dunării, în regiunea Mostiștei inferioare - zonă cu foarte multe bălți bogate în pește, păduri cu lemn de baltă, la o distanță echidistantă față de Giurgiu, București și Orașul de Floci (la gura Ialomiței). Cornățelul a fost Centrul administrativ al Stolnicilor (Vameșilor) care supravegheau pescuitul pe Dunare și în bălțile adiacente. În această lume a apelor, pescuitul era îndeletnicirea de bază, iar peștele era bogăția principală. Peștele de aici lua “drumul peștelui” spre București și Ardeal în Nord și spre Bulgaria și Turcia în Sud – pe Dunăre în dreptul localității la 1500 exista un vad de trecere spre Bulgaria, iar la 1776, Mihai Cantacuzino arată că la Cornățel era o “schelă” secundară la Dunăre (punct de trecere și încărcare cu vama). 
Existența târgului de pește din Cornățel a făcut să se mențină peste decenii aici un targ. Și astăzi există săptămânal acest târg unde vin oameni din Argeș, Dâmbovița, Giurgiu sau Ardeal cu fructe, legume, zarzavaturi, lemne și produse din lemne, localnicii oferind, în loc de pește, grâne.
Numele vechi al localității era Cornățel, după pădurea de corni existentă aici.
Numele actual al localității, Mânăstirea, se trage de la mânăstirea care a existat aici. Sunt înca multe lucruri necunoscute în ceea ce privește vechimea ei. Ceea ce se știe cu certitudine este faptul că actuala biserică a fost construită la 1648 de Matei Basarab, dar nu se știe dacă aceasta a fost ridicată în locul vechii biserici a mânăstirii sau în afara acesteia. Profesorul Constantin C. Giurescu considera că mânăstirea care a existat este Mânăstirea Strugalea construită de Mircea cel Bătrân la 1409. În 1417 mânăstirea ar fi fost pustiită de năvălirea lui Mohamed I, dupa care aceasta ar fi avut o viață modestă, fără danii și fara hrișoave, până la Matei Basarab care a reconstruit biserica.
La Mânăstirea a existat în perioada interbelică o fermă regală, unde se creșteau cai.
La sfârșitul secolului al XIX-lea, comuna Mănăstirea făcea parte din plasa Oltenița a județului Ilfov și era formată din satele Mănăstirea și Coconi, având în total 1974 de locuitori. În comună funcționau o biserică și două școli mixte. Anuarul Socec din 1925 consemnează comuna în aceeași plasă și în aceeași alcătuire, populația ei fiind de 3162 de locuitori.
În 1950, comuna a fost inclusă în raionul Oltenița din regiunea București; în 1968 a revenit la județul Ilfov, reînființat, ea incluzând în acest moment și satul Sultana, apărut între timp și care, cu această ocazie, a absorbit fostul sat Odaia Vlădichii (anterior în fosta comună Tăriceni). În 1981, o reorganizare administrativă regională a dus la transferarea comunei la județul Călărași.

## Monumente istorice
În comuna Mânăstirea se află două situri arheologice de interes național, ambele lângă satul Sultana: așezarea din perioada Latène aflată în punctul „Ghețărie” din estul satului, pe Valea lui Malciu; și o necropolă neolitică aparținând culturii Boian, aflată pe „Valea Orbului”, la gura unei văioage în apropierea satului Curătești. Tot de importanță națională este și biserica „Sfântul Dumitru și Sfântul Nestor” din satul Mânăstirea, de la intersecția dintre DN31 și DJ303, monument de arhitectură datând din perioada 1648–1660.
În rest, cinci alte obiective din comună sunt incluse în lista monumentelor istorice din județul Călărași ca monumente de interes local. Trei dintre ele sunt situri arheologice, toate datând din perioada Latène — necropola de la „piscul Coconi” (lângă satul Coconi, pe malul Mostiștei); așezarea de la „Vadul Vacilor”, de pe terasa înaltă a lacului Mostiștea, tot lângă Coconi; și așezarea de „la Cărămidărie”, de la sud de iezerul Mostiștea, lângă satul Mânăstirea. Unul este monument de arhitectură, este vorba despre casa Tudor St. Ioan din Coconi, ridicată în 1938. Al cincilea este mormântul scriitorului Alexandru Sahia, originar din comună, mormânt aflat pe partea stângă a șoselei DJ303 spre Coconi, mormânt amenajat în 1938 și clasificat ca monument memorial sau funerar.